# Verbena carolina
Verbena carolina là một loài thực vật có hoa trong họ Cỏ roi ngựa. Loài này được L. miêu tả khoa học đầu tiên năm 1759.